# ソビエトロシアの第一世代上昇機雷
ソビエトロシアの第一世代上昇機雷（ソビエトロシアのだいいちせだいじょうしょうきらい）ではソビエト連邦海軍（現ロシア海軍）が開発・保有している上昇機雷の第一世代に付いて述べる。

## KRM
ソビエトが最初に開発した水上艦敷設型上昇機雷。爆弾型の形状をしており、敷設後は目標深度（100メートル）までで短係維の状態になる。係維器より切り離された缶体（弾体）は尾翼によって安定され、尾部のロケット推進により浮上する。起爆は近接と水圧信管があり、300キログラムの炸薬が生じさせる危害半径は20メートルに及ぶ。

## RM-1
1957年に開発が始まり、1960年に制式化された最初の航空機敷設型上昇機雷。基本的な仕組みはKRMと同じだが、缶体の推進方法はウォータージェット推進となっており、水取り込み口がある一方、尾翼は除かれている。信管は水圧信管のみとなっている。

## RM-2
1963年に制式化された最初の潜水艦敷設型上昇機雷（エリックは水上艦からも敷設可能としている）。NATOのコードネームはCluster Bayと呼称される。
上昇する缶体はRM-1と同じだが、格納式の尾翼がありそれにより安定性が増している説（ノーマン）と、固体ロケット推進式という（エリック）2つの説がある。
NATOのコードネームはアメリカの専門家による鹵獲兵器の調査が行われていることを意味する。その調査によるとパッシブソナーにより潜水艦が発する一般的な周波数音波（45・46kHz）を捕らえると、アクティブソナーによる高周波音波（158kHz）を発信して、目標を確認してその深度を測定する。信管は触発と感応方式の両方を有す（エリック）。
1973年頃までその存在を知らなかった西側はRM-2に大きな衝撃を受けた。それは単に潜水艦を撃沈するという戦術的な点だけでなく、シチリア海峡などの戦略要地の封鎖を可能とするといった点で強い印象を与えた。この機雷に対抗するために以後、西側は深々度の掃海に力をそそぐことになる。80年代から90年代前半に就役した大型で深々度の掃海が可能なアメリカ海軍のアヴェンジャー級掃海艦や、海上自衛隊のやえやま型掃海艦はその現れである。
要目
- 直径…534ミリメートル
- 全長…3,850ミリメートル
- 重量…870キログラム
- 炸薬量…220キログラム（600ポンド、HBX）
- 危害半径…20メートル
- 敷設深度…2,000フィート（缶体は1,200フィートまで）
- 敷設条件…450メートルまで

## 参考資料
- 『The Naval Institute guide to world naval weapons systems, 1997-1998』 Norman Friedman
- 『Naval Institute Guide to COMBAT FLEETS OF THE WORLD, 15th Edition』 Eric Wertheim